# Hedda Zinner

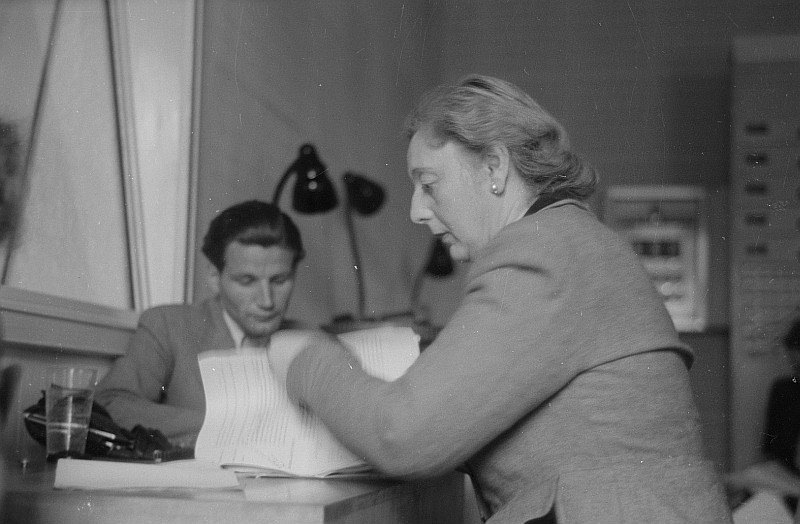
Hedda Zinner, 1948

Hedwig „Hedda“ Zinner (* 20. Mai 1904 in Lemberg, Österreich-Ungarn; † 1. Juli 1994 in Berlin) war eine deutsche Schriftstellerin, Schauspielerin, Kabarettistin, Rezitatorin, Journalistin, Regisseurin und Rundfunkleiterin.

## Leben

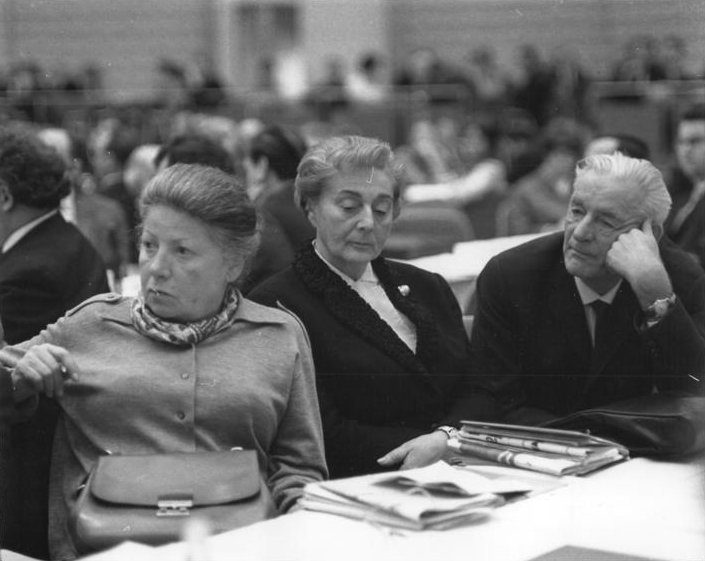
Hedda Zinner (Mitte), 1966

Hedda Zinner, die unter ihrem Geburtsnamen und verschiedenen Pseudonymen (Elisabeth Frank, Hannchen Lobesam, Hedda) publizierte, wurde in Lemberg als Tochter des Beamten Alfred Zinner und der Laura Amboss geboren, sie hatte eine Schwester. Sie besuchte von 1923 bis 1925 die Schauspielakademie in Wien. Engagements führten sie nach Stuttgart, Baden-Baden, Breslau und Zwickau. Sie heiratete 1927 den Schriftsteller und Journalisten Fritz Erpenbeck. Ab 1929 lebte sie in Berlin, wurde KPD-Mitglied, arbeitete als Schriftstellerin und Rezitatorin. Bei politischen Kundgebungen trug sie eigene Gedichte vor.
Ab 1930 publizierte sie politisch-satirische und gesellschaftskritische Gedichte unter anderem in der Roten Fahne, der Arbeiterstimme, in der AIZ, im Weg der Frau, dem Magazin für Alle und der Welt am Abend. 1933 emigrierte sie zunächst nach Wien und dann nach Prag, wo sie das politische Kabarett „Studio 1934“ gründete und leitete; ab 1935 lebte sie mit ihrem Mann in Moskau in der Sowjetunion, später in Ufa. Sie arbeitete als Hörspielautorin und Kommentatorin für Radio Moskau und für verschiedene Literaturzeitschriften. Außerdem war sie als Redakteurin und Sprecherin für die deutschsprachigen Tarnsender Deutscher Volkssender und Sender der SA-Fronde tätig, die von der Sowjetunion betrieben wurden.

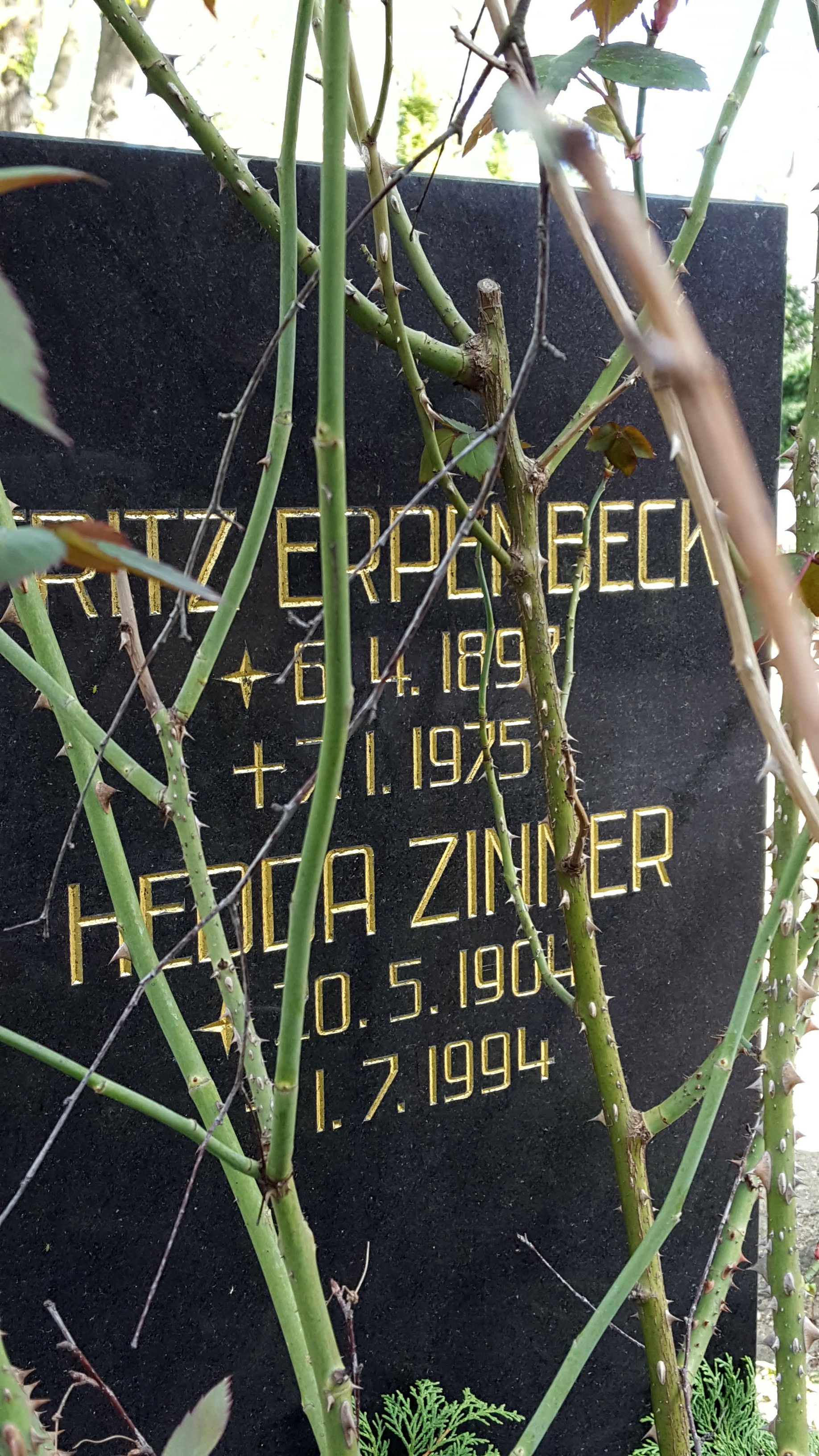
Grabstätte

1945 kehrte sie nach Berlin zurück, wo sie während der Teilung der Stadt im östlichen Teil in Berlin-Pankow lebte. Sie wurde Spielleiterin im Hause des Rundfunks (seit 1946). 1965 brach Maxim Vallentin, Intendant der Volksbühne Berlin, die Inszenierung Ein Amerikaner in Paris ab, worauf sich die bis dahin überaus erfolgreiche Bühnenautorin rigoros vom Theater abwandte und fortan nur noch Prosa veröffentlichte: zunächst 1968 bis 1973 ihre Romantrilogie Ahnen und Erben sowie im Anschluss weitere Romane, Erzählbände und autobiografische Texte. Zinner wirkte bis zu ihrem Tode 1994 als Schriftstellerin. Ihr Mann verstarb bereits 1975. Sie ist auf dem Friedhof der Dorotheenstädtischen und Friedrichswerderschen Gemeinden in Berlin-Mitte bestattet. 
Ihr Sohn ist der Physiker, Philosoph und Schriftsteller John Erpenbeck, dessen Tochter Jenny Erpenbeck gleichfalls als Schriftstellerin tätig ist.
Ihre Bibliothek befindet sich in der Akademie der Künste Berlin.

## Auszeichnungen
- 1954: Nationalpreis der DDR
- 1957: Vaterländischer Verdienstorden in Silber
- 1959: Goethepreis der Stadt Berlin
- 1960: Lessing-Preis der DDR
- 1973: Lion-Feuchtwanger-Preis
- 1975: Vaterländischer Verdienstorden in Gold
- 1980: Karl-Marx-Orden
- 1985: Ehrenspange zum Vaterländischen Verdienstorden in Gold
- 1989: Nationalpreis der DDR I. Klasse für Kunst und Literatur

## Darstellung Hedda Zinners in der bildenden Kunst der DDR
- Renate Niethammer: Porträt Hedda Zinner. (Öl auf Hartfaser, 91 × 73 cm, 1985; Kunstarchiv Beeskow)[7]

## Werke
Zinners frühe Arbeiten waren satirisch-agitatorische Texte, die das Alltagsleben wie auch politische Tagesthemen aufgriffen. Im Zusammenhang mit den Arbeiten für das „Studio 1934“ wandte sie sich dem Drama zu; dabei behielt sie die politische Aktualität. Ihr Stück General Landt war eine Reaktion auf Carl Zuckmayers Drama Des Teufels General, welches sie als verharmlosend empfand. Auf jeden Fall verdächtig thematisierte die Protestbewegung westdeutscher Wissenschaftler gegen den Atomkrieg. Weiterhin griff sie historische Themen auf (darunter die Befreiungskriege gegen Napoleon, die Frauenbewegung und den antifaschistischen Widerstand). Ihre Romantrilogie Ahnen und Erben trägt autobiographische Züge.
- Unter den Dächern. Gedichte. Moskau 1936.
- Das ist geschehen. Gedichte. Moskau 1939.
- Volkslieder und Volksdichtungen. Nachdichtungen. Kiew 1939.
- Caféhaus Payer. Schauspiel, uraufgeführt 1945. Entstanden 1940/41. Übersetzt tschechisch und ungarisch.
- Fern und nah. Gedichte. 1947.
- Humanistisches Sonett. 1947.
- Alltag eines nicht alltäglichen Landes. Berichte, Erzählungen und Gedichte. 1950.
- Spiel ins Leben. Schauspiel. 1951. Übersetzt polnisch und slowenisch.
- Der Mann mit dem Vogel. Komödie. 1952.
- Glückliche Frauen und Kinder. Erzählungen, Berichte, Gedichte. 1953.
- Der Teufelskreis. Drama. 1953. Übersetzt französisch, tschechisch, japanisch, chinesisch.
- Wir fahren nach Moskau. Kinderbuch. 1953.
- Nur eine Frau. Roman über Louise Otto-Peters. 1954. In BRD erschienen 1984.
- Erste Anfänge. / Nie werde ich vergessen. Geschichten. In: Hammer und Feder, 1955.
- Lützower. Schauspiel. 1955.
- General Landt. Schauspiel, uraufgeführt 1957. Entstanden 1950/51.
- Das Urteil. Politische Revue. In: ndl, 1958/59.
- Was wäre, wenn …? Komödie. 1959.
- Auf jeden Fall verdächtig. Schauspiel. 1959.
- Plautus im Nonnenkloster. Nacherzählung als Libretto. 1959.
- Fischer in Niezow. Libretto. 1959.
- Leistungskontrolle. Jugendstück. 1960.
- Ravensbrücker Ballade. Tragödie. 1961.
- Ein Amerikaner in Berlin. Posse. 1963.
- Wenn die Liebe stirbt. Vier Novellen. 1965.
- Elisabeth Trowe. Filmerzählung. 1969.
- Ahnen und Erben. Romantrilogie.
  - Regina. 1968.
  - Die Schwestern. 1970.
  - Fini. 1973.
- Wir sprechen aus, was ist. Studio 1934. In: Erlebte Geschichte, Band 2, 1972, hrsg. von Günter Albrecht.
- Auf dem roten Teppich. Erfahrungen, Gedanken, Impressionen. 1978.
- Katja. Roman. 1980. (BRD 1981)
- Die Lösung. Roman. 1981.
- Arrangement mit dem Tod. Roman. 1984. (BRD 1985)
- Die große Ungeduld. Erzählung. 1988.
- Selbstbefragung. Erinnerungen. 1989, ISBN 3-371-00195-4.

### Hörspiele
- 1945: Ernst Fischer: Das singende Knöchlein – Regie (Berliner Rundfunk)
- 1946: Hedda Zinner: Das ist geschehen – Regie und Sprecherin (Berliner Rundfunk)
- 1947: John Boynton Priestley: Die fremde Stadt – Bearbeitung und Regie (Berliner Rundfunk)
- 1947: Hedda Zinner: Erde – Regie (Berliner Rundfunk)
- 1954: Johannes R. Becher: Die Winterschlacht – Regie (Rundfunk der DDR)
- 1955: Anna Seghers: Das siebte Kreuz – Regie (Rundfunk der DDR)

## Verfilmungen
- 1956: Der Teufelskreis, Regie: Carl Ballhaus
- 1958: Nur eine Frau, Regie: Carl Ballhaus
- 1960: Was wäre, wenn …?, Regie: Gerhard Klingenberg
- 1962: Die aus der 12b, Regie: Rudi Kurz (Verfilmung von Leistungskontrolle)
- 1972: Lützower, Regie: Werner W. Wallroth
- 1988: Die Schauspielerin, Regie: Siegfried Kühn

## Vertonungen von Texten von Hedda Zinner
- Boris Blacher: Das ist geschehen. Hörspiel (1946), Text: Hedda Zinner – Regie: Hedda Zinner und Oskar von Arnim.[9]
- Max Butting: Plautus im Nonnenkloster. Oper in 3 Akten von Hedda Zinner, nach Conrad Ferdinand Meyers gleichnamiger Novelle.[10]
- Jean Kurt Forest: Das Urteil. (Kantate), Text von Hedda Zinner, UA Juli 1958, V. Parteitag der SED.[11]
- Jean Kurt Forest: Die Fischer von Nietzow (Musical), 1959[12]
- Andreas Kunstein: Mutter denkt nach. (1995), auf ein Gedicht von Hedda Zinner, für Altstimme und Klavier.[13], sowie für Sopran und Klavier[14]
- Außerdem Beiträge zu Liederbüchern mit Liedsätzen u. a. von Andre Asriel, Ernst Hermann Meyer und Joachim Werzlau.[15]